# 3-Mercaptopropionsäure
3-Mercaptopropionsäure ist eine chemische Verbindung aus der Gruppe der substituierten Thiole und Carbonsäuren.

## Gewinnung und Darstellung
Die chemische Reaktion von beta-Propiolacton mit Natriumhydrogensulfid liefert 3-Mercaptopropionsäure. Es sind auch andere industrielle Syntheseverfahren bekannt. Auch biotechnologische Verfahren können zur Synthese eingesetzt werden.

## Eigenschaften
3-Mercaptopropionsäure ist eine brennbare, schwer entzündbare, farblose Flüssigkeit mit ranzigem Geruch, die mischbar mit Wasser ist. Seine wässrige Lösung reagiert stark sauer.

## Verwendung
Die Verwendung als Stabilisator, Antioxidans, Katalysator und chemisches Zwischenprodukt ist beschrieben. Die Verbindung wird in der Lebensmittel- und der Getränkeindustrie häufig als Aromastoff eingesetzt. Sie wird auch bei der Herstellung von PVC-Stabilisatoren verwendet, die als Kettenübertragungsmittel in Polymerisationen eingesetzt werden. Es kann als primärer oder sekundärer Farbstabilisator in Kombination mit einem phenolischen Antioxidans für Polymere verwendet werden. Es wirkt als Sulfidionäquivalent und wird in der Herstellung von Diarylsulfiden aus Aryliodiden verwendet.

## Sicherheitshinweise
Die Dämpfe von 3-Mercaptopropionsäure können mit Luft ein explosionsfähiges Gemisch (Flammpunkt 93 °C, Zündtemperatur 350 °C) bilden.